# Иоанн Дука (великий дука)
Иоанн Дука (греч. Ἰωάννης Δούκας; около 1064 — не позднее 1136) — великий дука, выдающийся военачальник Византийской империи во время правления Алексея I Комнина, который был его родственником (сестра Иоанна Ирина была его женой). Член династии Дук.
Младший сын протопроэдра Андроника Дуки и Марии Болгарской. Родился около 1064 года. Получил отличное образование. Большую часть времени проводил в Вифинии. Здесь вместе с братом Михаилом был схвачен норманнами восставшего наёмника Русселя де Байоля. Они попытались сбежать, однако Михаилу это удалось, а Иоанну — нет. Он был освобождён после поражения Русселя в 1175 году.
В 1077 году после смерти отца переехал во владения во Фракии, которые получил по завещанию. Там находился до начала восстания Алексея Комнина против императора Никифора III Вотаниата. Присоединился к восстанию.
Во время правления Алексея I воевал против норманнов. В 1085 году был назначен дуксой Диррахия и всего побережья Эпира. Успешно пресекал попытки норманнов высадиться в Эпире. В 1090 году нанёс поражение королю Дукли Константину Бодин, которого захватил в плен и заставил признать главенство Византии. В конце концов сумел установить контроль над албанским и далматским побережьями до Дубровника. За успешные военные действия против сербов в 1090 году назначен дукой Болгарии.
В 1092 назначен великим дукой, то есть командующим всем флотом. Его основной задачей было противостоять сельджукскому флоту под командованием Чака-бея, который стоял в порту Смирны. Вскоре он сумел разбить Чака-бея, и все острова Эгейского моря стали вновь принадлежать Византии.
В 1093 году возглавил походы против Карика, поднявшего восстание на Крите, и Рапсомата, что объявил себя правителем Кипра. В течение года на обоих островах власть императора была восстановлена. В 1094 году участвовал в синоде, на котором был осуждён Лев Халкидонский, бывший оппонентом церковной политики императора Алексея I.
В 1097 году назначен командующим всех войск в Анатолии и получил приказ занять эгейское побережья Малой Азии. Сначала он взял Смирну, а затем занял Эфес, где захватил две тысячи пленных, которых переселили на острова Эгейского моря. Вслед за этим войска Дуки заняли города Сарды, Филадельфия и Лаодикею на Лике. Следующим шагом был захват крепостей Хома и Лампе. В битве при Полиботе нанёс сокрушительное поражение сельджукским войскам.
Приблизительно в 1110 году по неизвестным причинам стал монахом под именем Антон. Умер до 1136 года.